# Nemoraea echinata
Nemoraea echinata är en tvåvingeart som beskrevs av Louis-Paul Mesnil 1953. Nemoraea echinata ingår i släktet Nemoraea och familjen parasitflugor. Inga underarter finns listade i Catalogue of Life.